# مرصد العجيري
مرصد العجيري (15 أبريل عام 1986) في أوائل السبعينيات بدأ د. صالح العجيري في إنشاء مركزه الفلكي على نفقته الخاصة، حيث اشترى قسيمة أرض مساحتها 1000 متر مربع في منطقة الأندلس وبدأ في بناء المركز وفي عام 1973 توجه إلى الولايات المتحدة الأميركية لشراء القبة الخاصة بالمرصد، كما قام بشراء تلسكوب وبعض الأجهزة الفلكية اللازمة للمركز، وبعد ذلك توجه إلى المملكة المتحدة وقام بشراء مقياس للضغط الجوي وآخر للمطر ومقياس للرطوبة، وسرعة الرياح وغير ذلك من الأجهزة.

## النشأة
كان العجيري خلال مسيرة حياته يحلم بإنشاء مركز فلكي كبير في هذه المنطقة من العالم والتي تقع على خط عرض شمالي متدن وما تتميز به من صفاء الجو وعدم وجود مراصد فلكية في هذه المنطقة من العالم كما أنه يمكن رؤية جزء من السماء الجنوبية التي لا يمكن رؤيتها في المراكز الفلكية الموجودة في أوروبا شمالاً. فجال في خاطره البدء في تنفيذ هذا المركز الفلكي ليكون مركزاً علمياً كبيراً في دولة الكويت، لكن عدم توفر الإمكانات المادية خلال فترة طويلة من حياته قد حالت دون تنفيذ هذا الحلم الذي ظل يراوده أكثر من أربعين عاماً، وفي أواخر الستينات وبداية السبعينات لاح في الأفق علامات للبدء في تنفيذ هذا الحلم فقد قرر البدء في إنشاء هذا المركز على نفقته الخاصة وفعلا اشترى قسيمة أرض 1000 متر مربع تقع في الزاوية الغربية الجنوبية من منطقة الأندلس حيث أمامها أرض فضاء ولا يوجد بالقرب منها أية إنشاءات في ذلك الوقت، فأقام حولها سوراً وبدأ في بناء المبنى الخاص بهذا المركز في عام 1972.

### الأدوات
توجه العجيري في عام 1973 إلى الولايات المتحدة الأمريكية لشراء الأجهزة والمعدات اللازمة لإنشاء المرصد فتوجه إلى مدينة جاكسون عاصمة ولاية مسيسبي حيث يوجد بالقرب منها مصنع أوبسرفادوم لصنع القبة الفلكية فاشترى قبة قطرها 3 أمتار أرسلت إليه فيما بعد، ثم اشترى تلسكوباً ماركة كوانتم من ولاية كولورادو في الولايات المتحدة الأمريكية ثم قبة سماوية للنجوم وكرة سماوية وكذلك بعض العدد الفلكية لزوم إنشاء المركز الفلكي والذي يشتمل على قبة للنجوم ومرصد فلكي. ثم توجه إلى المملكة المتحدة إنجلترا وقام بشراء الأجهزة والأدوات اللازمة لعمليات الرصد الجوي مثل مقياس للضغط الجوي البارومتر ومقياس للمطر وآخر لقياس نسبة الرطوبة في الجو وكرونومتر وجهاز قياس سرعة الرياح انيمومتر وجهاز تحديد اتجاه الرياح وأوصى بسارية الرصد الجوي من إنجلترا أيضاً، كما قام بشراء جهاز سكستانت من سويسرا، ثم نقل جميع الأجهزة والمعدات إلى موقع المرصد الفلكي بمنطقة الأندلس في محافظة الفروانية تمهيداً لاستكمال تشييد وبناء المركز الفلكي.

## سبب إنشاء المرصد
بدأ العجيري في نشر الوعي العلمي والعلم عن طريق تأليف النشرات والكتب والكتيبات الكثيرة وأخيراً راودته أفكار كثيرة حول إنشاء مركز فلكي في الكويت وهي منطقة تقع على خط عرض شمالي متدن وما تتميز به من صفاء الجو وعدم وجود مراصد فلكية في هذه المنطقة من العالم كما أنه يمكن رؤية جزء من السماء الجنوبية التي لا يمكن رؤيتها في المراكز الموجودة في أوروبا شمالاً، ترجع أهمية المرصد بوجوده في موقع خاص جغرافياً بالقرب من مدار السرطان بطول شرقي وهذا يجعل الراصد يشاهد ليلاً مالا يشاهده في نفس الوقت في خطوط الطول الغربية حيث وقت النهار وحصول مرتفعات جوية في معظم السنة كما أن كون المرصد في مقر النادي العلمي فهذا يشجع الطلاب والهواة والمتخصصين على الاستفادة المستمرة منه دون عناء كمان أن وجوده يعيد إحياء التراث العربي الإسلامي في مظاهرالعلوم الفلكية. فجاء في خاطره البدء في تنفيذ هذا المركز الفلكي ليكون مركزاً علمياً كبيراً في إمارة الكويت، لم تتوفر الإمكانيات اللازمة لذلك المركز الذي ظل حلماً يراوده منذ أكثر من أربعين عاماً.

## بناء المرصد

افتتاح مرصد العجيري عام 1986 بحضور أمير الكويت الشيخ جابر الأحمد الجابر الصباح (الثاني من اليمين مرتدي البشت) وبجانبه الأيمن العجيري وبجانبه الأيسر ولي العهد الشيخ سعد العبد الله السالم الصباح ومن خلفهم وزير الداخلية الشيخ نواف الأحمد الجابر الصباح.

في أواخر الستينات وأوائل السبعينيات في هذه الفترة قرر العجيري البدء في إنشاء هذا المركز على نفقته الخاصة؛ وفعلاً اشترى قسيمة أرض 1000 متر مربع تقع في الزاوية الغربية الجنوبية من منطقة الأندلس حيث كان أمامها أرض فضاء ولا يوجد بالقرب منها أية إنشاءات في ذلك الوقت، ثم حوطها وبدأ في بناء المبنى الخاص بهذا المركز وفي عام 1973 توجه العجيري إلى الولايات المتحدة الأمريكية لشراء القبة الخاصة بالمرصد ثم توجه إلى مدينة جاكسون عاصمة ولاية المسيسبي حيث يوجد بالقرب منها مصنع أوبسرفادوم للأدوات الفلكية ومن هناك قام بشراء قبة ذات قطر طوله 3 أمتار وقام بإحضارها للكويت كما قام بشراء تلسكوب كوانتم قياس 15 سم للعدسة وكذلك بعض العدد الفلكية لزوم إنشاء المرصد، ثم توجه إلى المملكة المتحدة وقام بشراء الأجهزة والأدوات اللازمة للرصد الجوي مثل مقياس للضغط الجوي ومقياس للمطر وآخر لنسبة الرطوبة وكرونومتر وجهاز قياس سرعة الرياح وأوصى بسارية الرصد الجوي من إنجلترا أيضاً.
كما قام بشراء قبة أخرى تكملة للمرصد ونقل جميع الأغراض إلى أرض المركز الفلكي بمنطقة الأندلس تمهيداً لبناء هذا المرصد ونظراً لضخامة العمل فكر العجيري في جذب العديد من أبناء الكويت للمشاركة في هذا العمل الكبير، ومن مصادفة الأمور أنه في نفس تلك الفترة التي راودت فيها العجيري إنشاء ذلك المرصد كانت تراود عقول مجموعة أخرى من أبناء الكويت وعلى رأسهم عبد الله الشرهان و داوود سليمان الأحمد فكرة إنشاء نادي علمي كبير لممارسة الهوايات والأنشطة العلمية المختلفة ومنها علم الفلك والأرصاد الجوية وجمع الهواة والراغبين في تنمية وممارسة الهوايات العلمية إلى أن حدث اللقاء المرتقب في عام 1977 بعد تأسيس النادي العلمي بعامين بين العجيري وبين أمين عام النادي العلمي في ذلك الوقت ودعاه لزيارة النادي العلمي الكائن بالسالمية في نادي الجوالة في شبرة صغيرة وهناك تم طرح إنشاء مرصد كبير باسم مرصد العجيري، وفي عام 1980 قام أمير الكويت حينها جابر الأحمد الصباح بتكليف النادي العلمي ومؤسسة الكويت للتقدم العلمي بتكريم صالح العجيري وبعدها تبلورت فكرة إنشاء مركز علوم الفلك والأرصاد الجوية بالنادي العلمي في مقره الجديد من منطقة مشرف أمام الدائري السادس عندها وجه العجيري جهده مع جهود النادي لإنشاء هذا المركز الكبير وترك المركز الذي أعد لإنشائه في منطقة الأندلس حيث تحقق أمله في بناء مرصد كبير جداً بمنطقة الخليج وإنشاء ذلك المركز العلمي لعلوم الفلك والأرصاد والجوية. وقام أمير الكويت حينها بافتتاح المرصد رسمياً في 15 أبريل عام 1986 تكريماً واعترافاً لدور العجيري في نشر العلم وبناء جيل من العلماء.

## تبرعات ومساهمات
تكاليف إنشاء المرصد كانت باهظة نظراً لضخامة العمل ولكونه يهدف إلى الصالح العام فقد فكر العجيري في جذب العديد من أبناء الكويت للمشاركة في هذا العمل الكبير ومن الطريف أنه في نفس تلك الفترة التي راودت فيها العجيري إنشاء ذلك المركز كانت تراود عقول مجموعة أخرى من أبناء الكويت وعلى رأسهم عبد الله الشرهان وداوود سليمان الأحمد فكرة إنشاء ناد علمي لممارسة الهوايات والأنشطة العلمية المختلفة ومنها علم فلك والأرصاد الجوية، إلى أن حدث اللقاء المرتقب في عام 1977 بعد تأسيس النادي العلمي بثلاثة أعوام بين العجيري وبين أمين عام النادي العلمي في ذلك الوقت ودعاه إلى زيارة النادي العلمي الكائن بالسالمية في نادي الجوالة في شبرة صغيرة وهناك تم طرح فكرة إنشاء مركز فلكي كبير يتضمن مرصداً فلكياً ضخماً باسم مرصد العجيري، في هذه اللحظة عدل العجيري عن استكمال مرصده الخاص حين بدأت الخطة الأولى لتنفيذ هذا المشروع الوطني وهي وضع الدراسة الخاصة بالمرصد لتحديد التكلفة الفعلية له والتي تبين منها ضخامة التكاليف أيضاً، وظل العمل مستمراً لتحقيق هذه الفكرة إلا أنها لم تبرز إلى حيز التنفيذ إلا في عام 1980 عندما انتقل النادي العلمي إلى مقره الجديد في الدائري السادس حيث تم تخصيص مساحة كبيرة من الأرض يمكن إنشاء المرصد والقبة الفلكية على جزء منها بكل سهولة ويسر، عندها تبنت مؤسسة الكويت للتقدم العلمي والنادي العلمي فكرة إنشاء المرصد تكريماً وتخليداً لأسم صالح العجيري.
بدأت حملة تبرعات وطنية شارك فيها أمير الكويت حينها جابر الأحمد الصباح بمبلغ 100.000 ألف دينار بصفته رئيساً لمجلس إدارة مؤسسة الكويت للتقدم العلمي كما تبرع مجلس الوزراء بمبلغ 108.000 آلاف دينار ثم توالت التبرعات من المؤسسات الوطنية العامة والخاصة وكان أول المتبرعين هو البنك التجاري الكويتي والبنك الأهلي الكويتي والبنك الوطني كل بمبلغ 10.000 آلاف دينار والشركة الدولية الكويتية للاستثمار والمركز المالي الكويتي كل بمبلغ 5.000 آلاف دينار وشركة الزامل والعبدلي بمبلغ 4.000 آلاف دينار وعبد الله محمد هادي العوضي بمبلغ 3.000 آلاف دينار وحمد عبد الرحمن البحر بمبلغ ألفي دينار وكل من شركة أسمنت الكويت والمستشارون الماليون العرب والمجموعة المالية الكويتية وشركة ناقلات النفط والمجموعة الاستثمارية العقارية وأحمد أمين محمد العوضي وعبد العزيز أحمد البحر وعبد العزيز البحر وشركة المقاولين الدولية وخالد صالح الغنيم والشركة الكويتية والتجارية والشركة الكويتية الأوروبية للاستثمار وشركة الكويت للتأمين وشركة المقاولات والخدمات البحرية وشركة محمود الجاسم وأولاده، وشركة مقهوي للقرطاسية، وشركة الخدمات الملاحية وشركة صناعة الميلامين الكويتية، وبيت التمويل الكويتي بمبلغ ألف دينار لكل جهة وكل من عبد الله عبد الرحيم تقي وشركة أكسجين الكويت ومخازن التجهيزات والشركة المتحدة للإنتاج والشركة العربية الأوروبية الدولية. والشركة الكويتية للألبان والشركة العربية للمعادن وأسعد عبد الله عمادي وشركة الفنادق الكويتية والشركة العربية لصناعة مركبات النقل وسيد حميد بهبهاني بمبالغ أقل من ألف دينار.
وتشكلت الجنة الخاصة لإنشاء المرصد - مرصد العجيري - في 3 مارس 1981 تضمه هو بنفسه وممثلين لمؤسسة الكويت للتقدم العلمي والنادي العلمي حيث أنجزت أعمالها في 8 ديسمبر 1984 وقد تفضل أمير الكويت بافتتاح المرصد رسمياً في 15 أبريل 1986 تكريماً واعترافاً لدور العجيري الكبير والبارز في نشر العلم وبناء جيل من العلماء.

## أثر المرصد
يمكن إدراك الدور الذي قام به هذا المركز في تربية النشئ ففي إحصاء أكد أن مرصد العجيري يستقبل يومياً 120 طالباً أو طالبة من طلاب مدارس وزارة التربية بواقع 8000 طالباً وطالبة خلال الفصل الدراسي الواحد يتلقون محاضرات يومية في علم الفلك كما أن المركز مفتوح أمام أكثر من 6500 عضو من أعضاء النادي العلمي ليمارسوا هواياتهم لدراسة علم الفلك والأرصاد الجوية حيث نبغ منهم الكثيرين وصاروا علماء للمستقبل وأصبح هناك من تلاميذ العجيري الكثيرين الذين يتولون الآن المسيرة.

## مرصد جديد
قدم وكيل وزارة الدفاع السابق الشيخ المهندس صباح الناصر الصباح في عام 2008 مشروعاً للديوان الأميري الكويتي لإنشاء مرصداً باسم الدكتور صالح العجيري تكريماً له يحتوي على مكتبة ومتحف ويقام في المطلاع، داعياً جمعية المهندسين إلى تبني المشروع خاصة وأن طلبة الهندسة في الكويت أقاموا تصميماً له وهو جاهز، ولا يتبقى إلا تخصيص الأرض وقرار إنشائه.